# Lijst van personen uit Boston
Deze lijst geeft een overzicht van personen die geboren zijn in de Amerikaanse stad Boston en een artikel hebben op de Nederlandstalige Wikipedia. De lijst is gerangschikt naar geboortedatum.

## Geboren in Boston

### Tot 1800

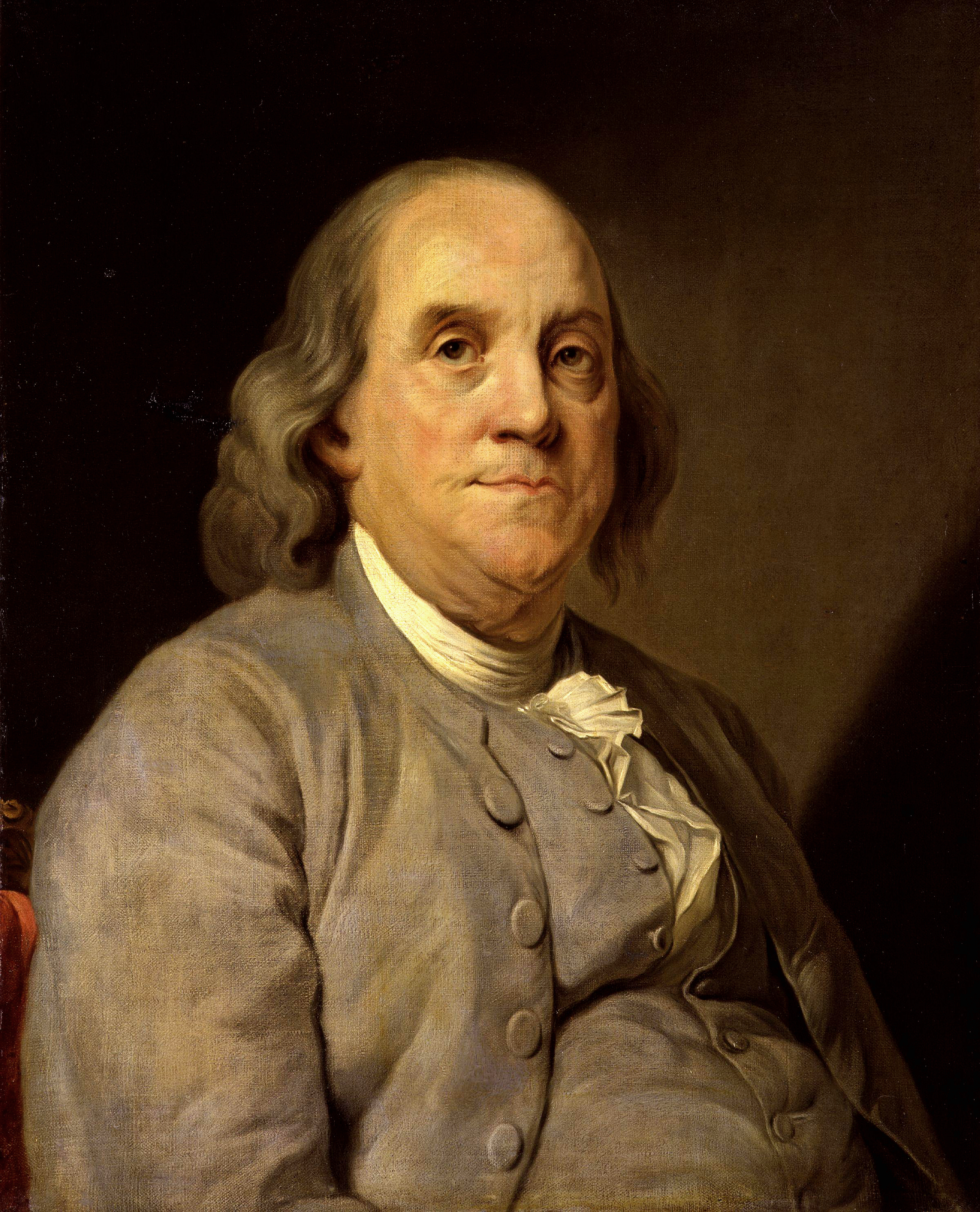
Politicus en wetenschapper Benjamin Franklin (1706-1790)

- Cotton Mather (1663-1728), predikant, schrijver en pamflettist
- Sarah Kemble Knight (1666-1727), lerares en zakenvrouw
- Benjamin Franklin (1706-1790), politicus en wetenschapper

### 1800–1849

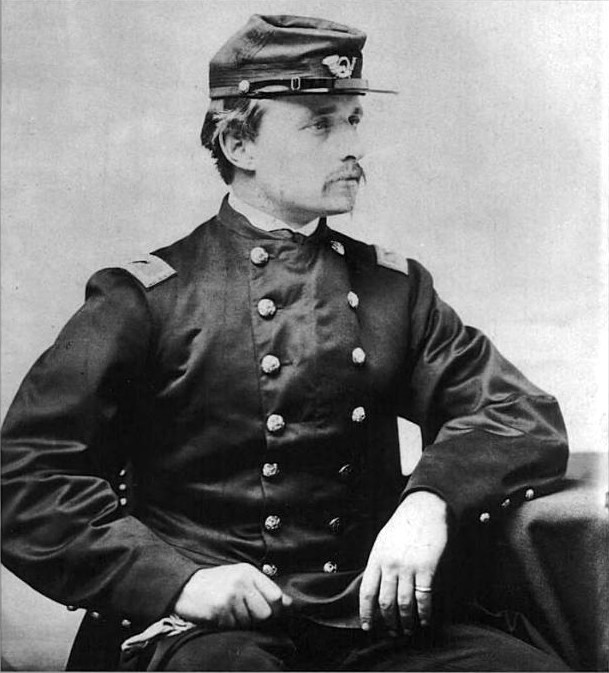
Officier Robert Gould Shaw (1837-1863)

- Ralph Waldo Emerson (1803-1882), filosoof
- Edgar Allan Poe (1809-1849), schrijver en dichter
- Francis Parkman (1823-1893), historicus
- Winslow Homer (1836-1910), lithograaf, tekenaar en kunstschilder
- Robert Gould Shaw (1837-1863), officier tijdens de Amerikaanse Burgeroorlog
- James Bates (1844-1914), ondernemer
- Edward Charles Pickering (1846-1919), sterrenkundige

### 1850–1899

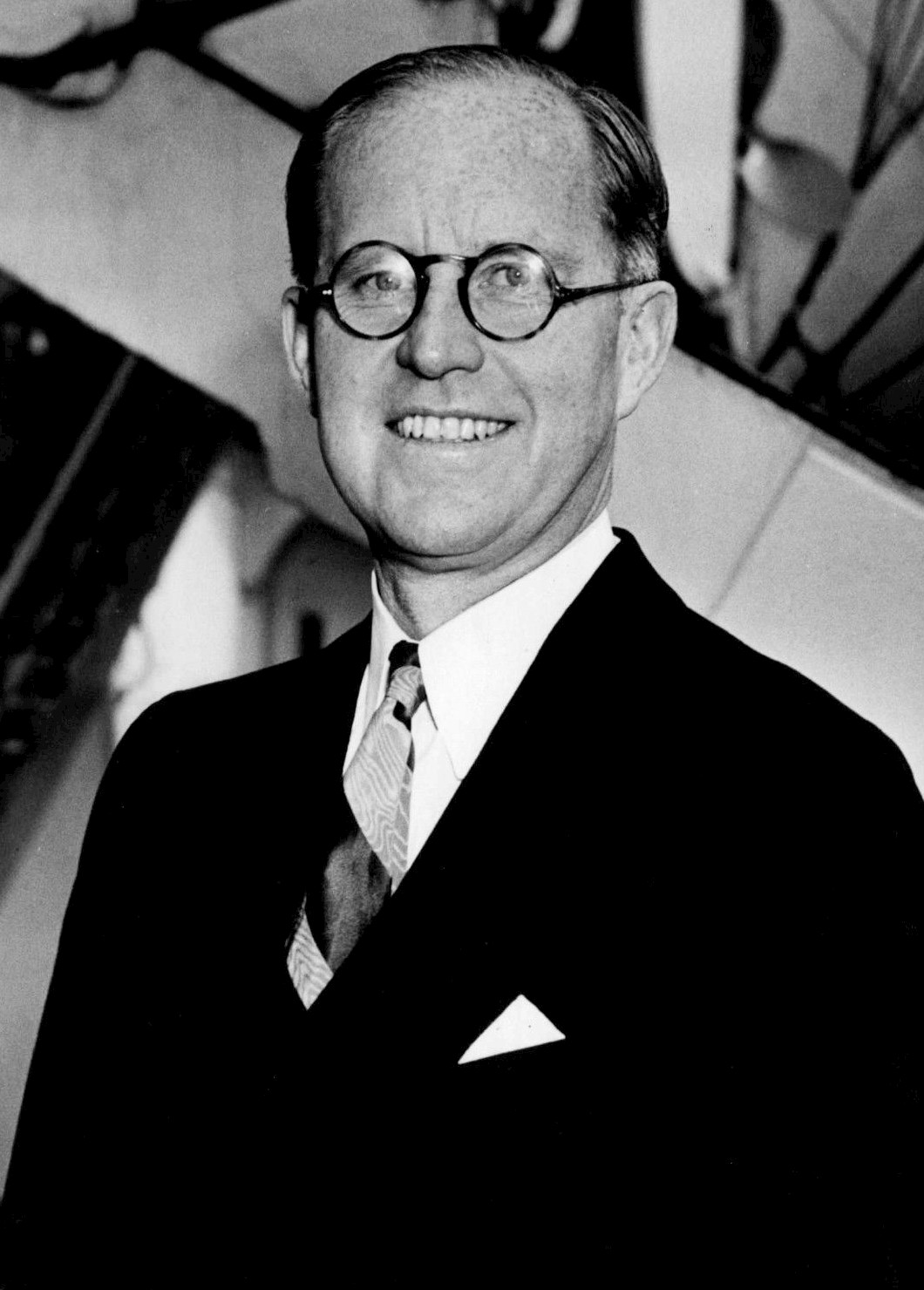
Politicus Joseph P. Kennedy (1888-1950)

- William Henry Pickering (1858-1938), astronoom
- Patrick J. Kennedy (1858-1929), politicus
- Emily Greene Balch (1867-1961), academicus, schrijfster, pacifiste en Nobelprijswinnares (1946)
- James Connolly (1868-1957), atleet
- Tom Curtis (1870-1944), hordeloper
- Thomas Burke (1875-1929), atleet
- Franklyn Farnum (1878-1961), acteur
- Frank Greer (1879-1943), roeier
- Frances Perkins (ca. 1881-1965), minister van werkgelegenheid
- George Minot (1885-1950), hematoloog, arts en Nobelprijswinnaar (1934)
- Joseph P. Kennedy (1888-1969), politicus
- Henry Richardson (1889-1963), boogschutter en psychiater
- Rose Fitzgerald Kennedy (1890-1995), matriarch familie Kennedy
- Martha May Eliot (1891-1978), arts
- Richard Cushing (1895-1970), kardinaal-aartsbisschop

### 1900–1919

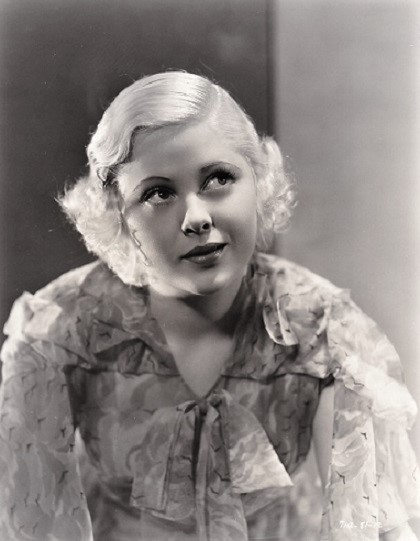
Actrice Mary Carlisle (1914-2018)

- George Calnan (1900-1933), schermer
- Betty Field (1913-1973), actrice
- Mary Carlisle (1914-2018), actrice en zangeres
- Jan Miner (1917-2004), actrice
- Robert Burns Woodward (1917-1979), organisch chemicus en Nobelprijswinnaar (1965)
- Mary McGrory (1918-2004), journalist en columnist
- Richard Scarry (1919–1994), kinderboekenschrijver

### 1920–1929

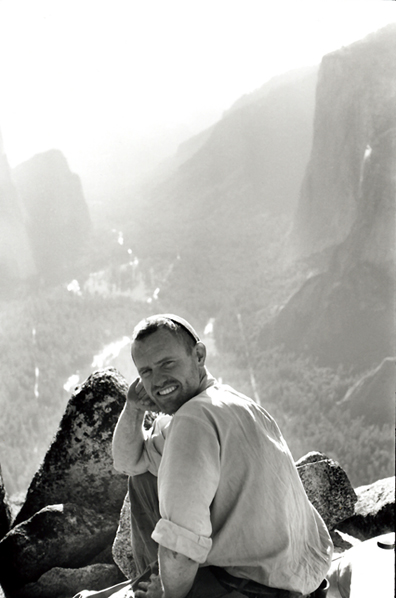
Natuurkundige Henry Kendall (1926-1999)

- Robert Drinan (1920-2007), rechtsgeleerde, predikant, politicus en mensenrechtenactivist
- Allen Hoskins (1920-1980), kindacteur
- Sixto Durán-Ballén (1921-2016), president van Ecuador
- Charlie Mariano (1923–2009), jazzmuzikant
- Merton Miller (1923-2000), econoom en Nobelprijswinnaar (1990)
- William Murphy jr. (1923-2023), medicus en uitvinder
- Sumner Redstone (1923-2020), mediatycoon
- Fred J. Scollay (1923-2015), acteur
- Sonny Stitt (1924–1982), jazzsaxofonist
- Roy Haynes (1925-2024), jazzdrummer
- George Wein (1925-2021), jazzmuzikant
- Henry Kendall (1926-1999), natuurkundige en Nobelprijswinnaar (1990)
- Henry N. Cobb (1926-2020), architect
- Susan Cabot (1927–1986), actrice
- Barbara Epstein (1928-2006), journaliste, geschiedkundige en socioloog
- Richard Dysart (1929-2015), acteur

### 1930–1939

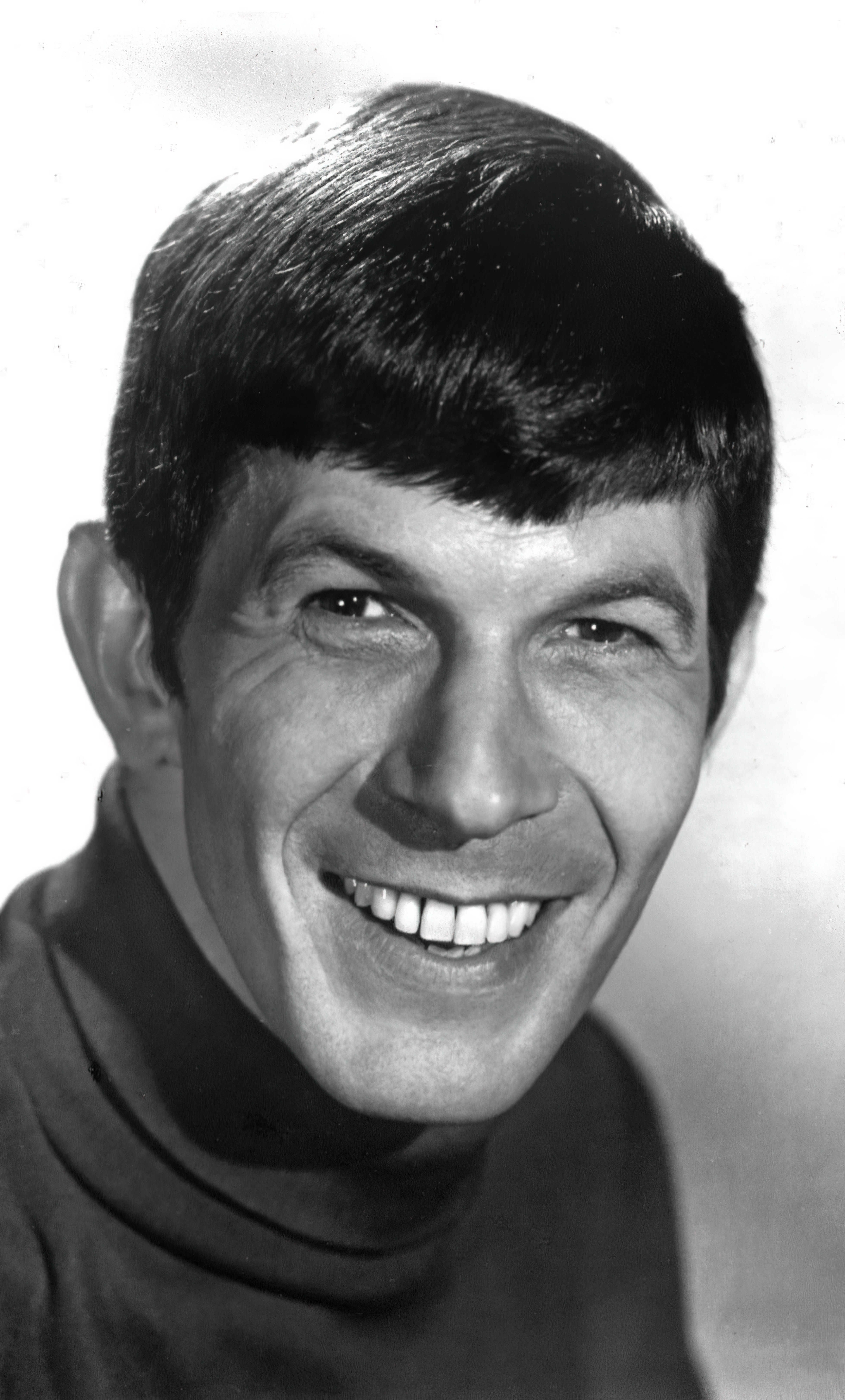
Acteur Leonard Nimoy (1931-2015)

- Ken McIntyre (1931–2001), jazzmuzikant
- Leonard Nimoy (1931-2015), Joods-Amerikaanse acteur, filmregisseur, dichter en fotograaf
- Walter Gilbert (1932), fysicus, biochemicus, moleculair bioloog en Nobelprijswinnaar (1980)
- Edward (Ted) Kennedy (1932-2009), senator
- Richard Herd (1932-2020), acteur
- Sheldon Adelson (1933-2021), ondernemer
- Dorothy Iannone (1933-2022), beeldend kunstenares
- John Cazale (1935-1978), acteur
- Richard Karp (1935), informaticus
- Vic Millrose (1935), songwriter en producer
- Story Musgrave (1935), astronaut
- Rocky Boyd (1936), jazzsaxofonist
- Bruce McCandless (1937-2017), astronaut
- Jane Alexander (1939), actrice
- Eugene Fama (1939), econoom en Nobelprijswinnaar (2013)

### 1940–1949
- John Schuck (1940), acteur

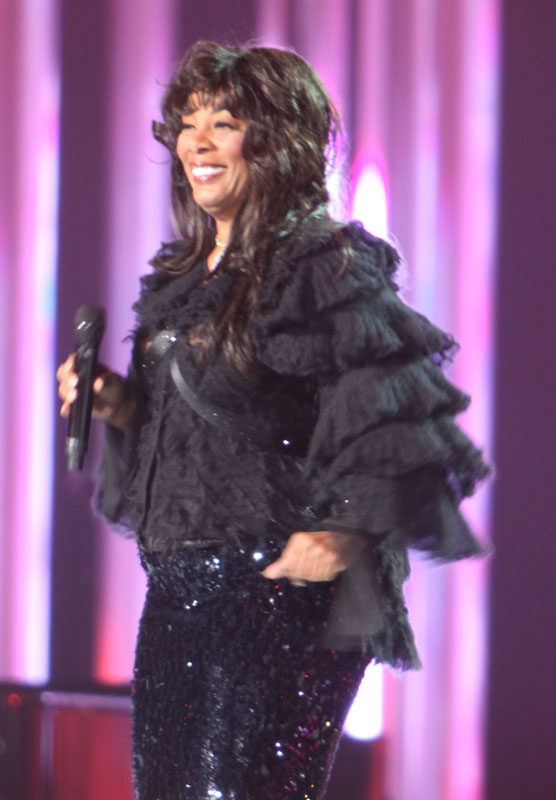
Zangeres Donna Summer (1948-2012)

- John Brockman (1941), agent en schrijver
- John Thomas (1941-2013), hoogspringer
- Michael Bloomberg (1942), ondernemer en politicus
- Daniel Dennett (1942-2024), filosoof
- Peter Gomes (1942-2011), predikant en hoogleraar
- Madeline Kahn (1942-1999), actrice
- Susan Batson (1944), actrice, filmproducente en auteur/columniste
- George Wyner (1945), acteur
- Tony Levin (1946), bassist (Peter Gabriel, King Crimson, Yes, David Bowie, Alice Cooper, Lou Reed...)
- James Taylor (1948), singer-songwriter en gitarist
- Christa McAuliffe (1948-1986), astronaute
- Donna Summer (1948-2012), zangeres
- Alberto Sacco (1949), astronaut

### 1950–1959

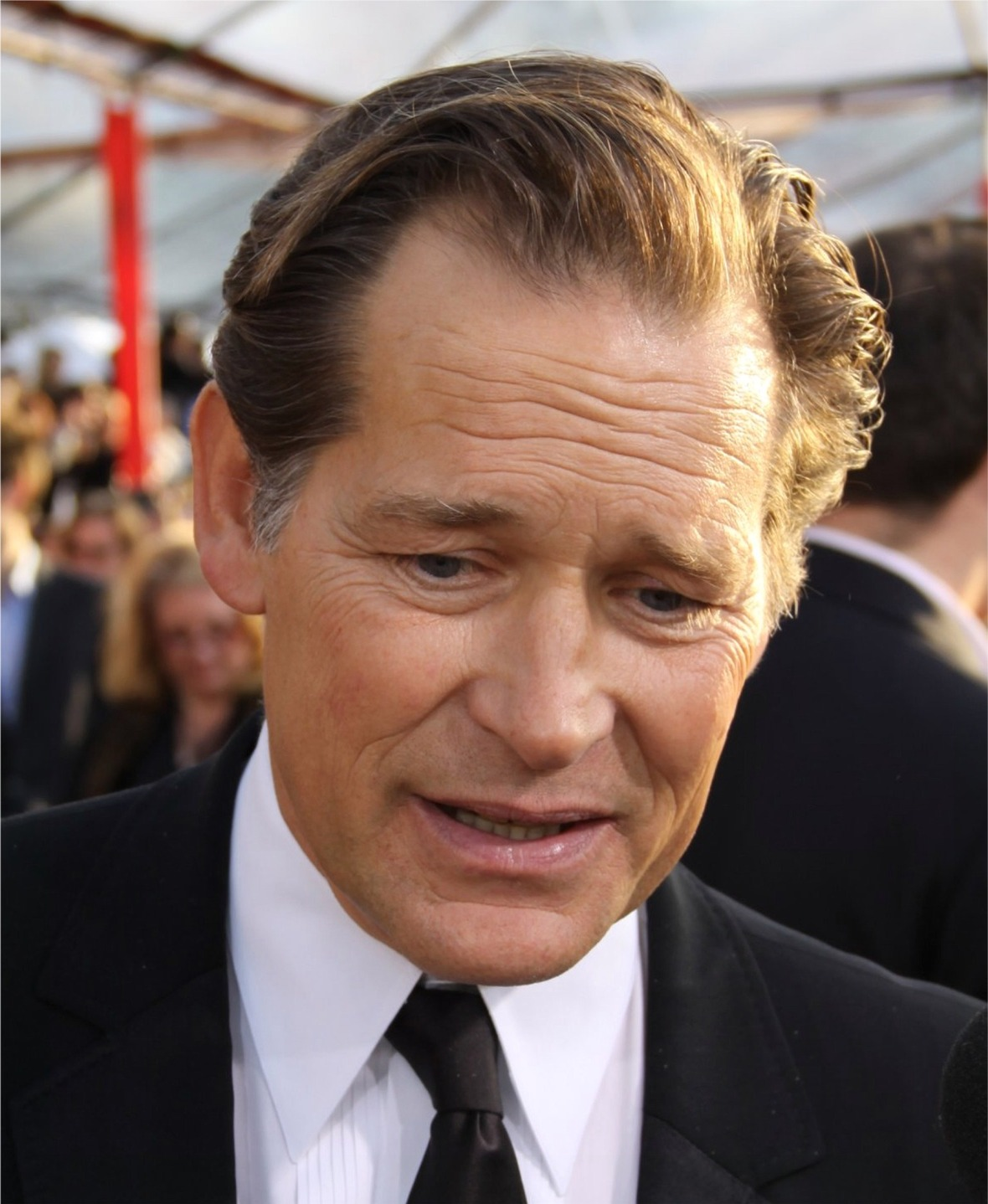
Acteur James Remar (1953)

- John Francis Kelly (1950), politicus en militair
- Roger Myerson (1951), econoom en Nobelprijswinnaar (2007)
- Anne Twomey (1951), actrice
- Brian Duffy (1953), astronaut
- James Remar (1953), acteur
- Alexandra Neil (1955), actrice
- Hillary B. Smith (1957), actrice
- Eric Raymond (1957), software-ontwikkelaar en publicist
- Colm Feore (1958), Canadees-Amerikaans film- en televisieacteur
- Maggie Hassan (1958), senator voor New Hampshire
- Frank Renzulli (1958), acteur, filmproducent en scenarioschrijver
- Daniel Goldhagen (1959), historicus en politicoloog

### 1960–1969
- James Spader (1960), acteur
- Jennifer Coolidge (1961), actrice
- Peter Mackenzie (1961), acteur

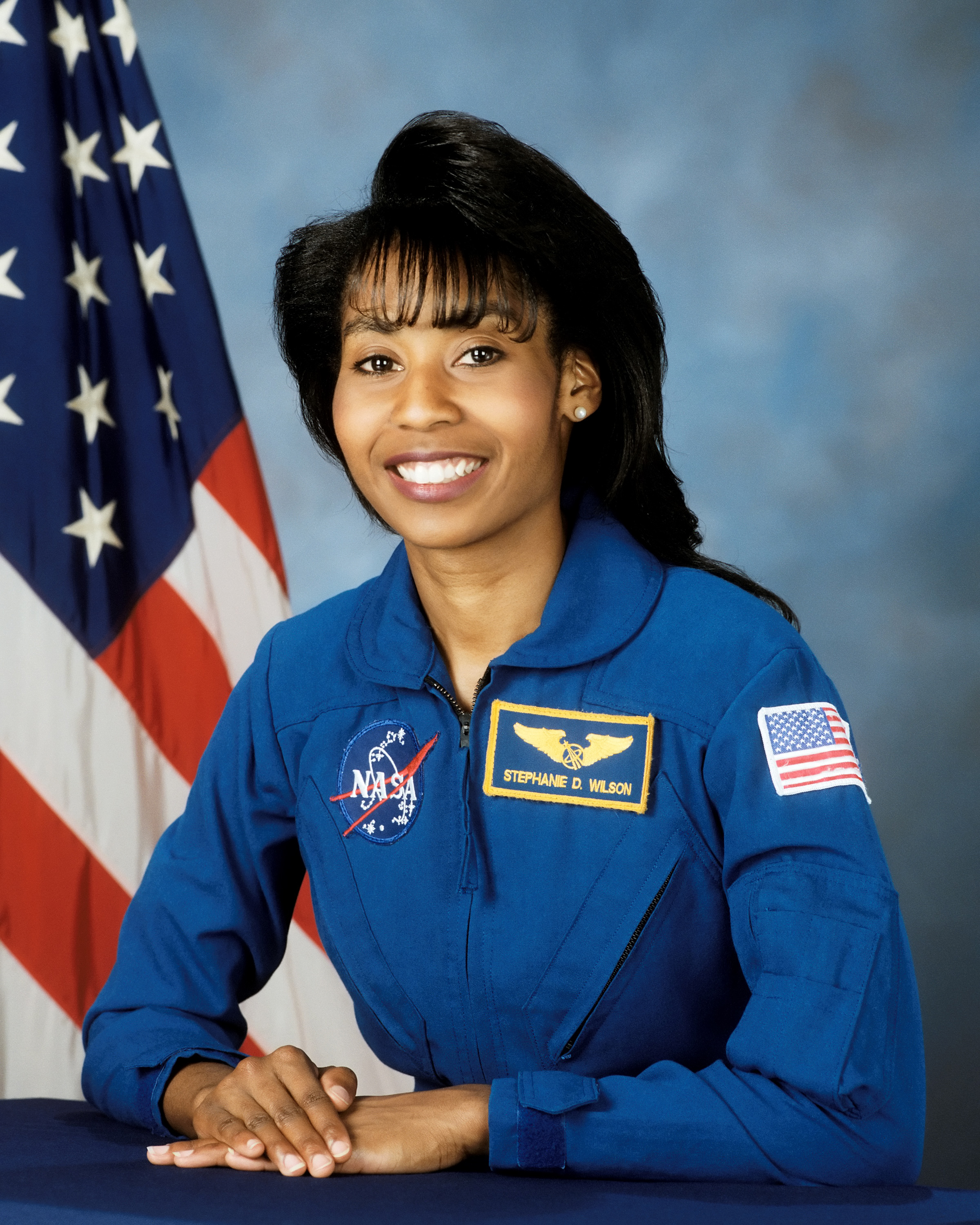
Astronaute Stephanie Wilson (1966)

- Kevin Chapman (1962), acteur en filmproducent
- Clark Gregg (1962), acteur
- Michael Beach (1963), acteur
- Christine Elise (1965), actrice
- Black Francis (1965), zanger en componist (Pixies)
- Dennis Lehane (1965), schrijver
- Maura Tierney (1965), actrice
- Paige Turco (1965), actrice
- Lisa Edelstein (1966), actrice en toneelschrijfster
- Mike O'Malley (1966), acteur
- Stephanie Wilson (1966), astronaute
- Marty Walsh (1967), burgemeester van Boston (2014-2021)
- Anthony Michael Hall (1968), acteur
- Jennifer Jostyn (1968), actrice
- Scott Wolf (1968), acteur
- Bobby Brown (1969), zanger
- Jamie Walters (1969), acteur, zanger, en platenproducer
- Donnie Wahlberg (1969), zanger en acteur
- Callie Thorne (1969), actrice

### 1970–1979
- Dave Eggers (1970), schrijver
- Uma Thurman (1970), actrice

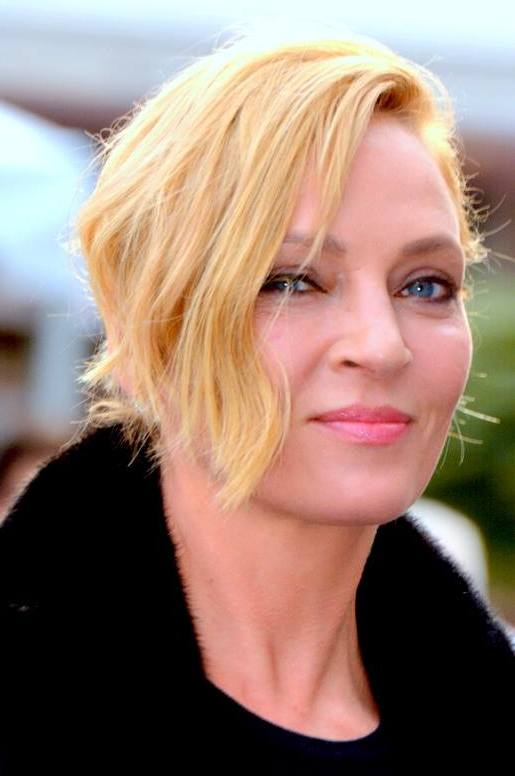
Actrice Uma Thurman (1970)

- Armand Van Helden (1970), house-dj en -producer
- Jennifer Dundas (1971), actrice
- Mark Wahlberg (1971), acteur
- Alessandro Nivola (1972), acteur
- Hettienne Park (1973), actrice
- Misha Collins (1974), acteur, filmproducent, filmregisseur en scenarioschrijver
- Aaron Goldberg (1974), jazzpianist
- Brian J. White (1975), acteur, filmproducent, model, danser en effectenhandelaar
- Tomas Fujiwara (1977), jazzdrummer en improvisatiemuzikant
- Noah Bean (1978), acteur
- Jeremy Strong (1978), acteur
- Emily Cook (1979), freestyleskiester

### 1980–1989
- Ben Foster (1980), acteur
- Ottessa Moshfegh (1980), schrijfster
- Uzo Aduba (1981), actrice
- Chris Evans (1981), acteur
- Nicky Jam (1981), reggaetonartiest
- Julia Jones (1981), actrice en model
- Susie Abromeit (1982), actrice en musicus
- Tony Dize (1982), zanger
- Jonathan Tucker (1982), acteur
- Ari Graynor (1983), actrice
- Sam Jones III (1983) acteur
- Daniela Ruah (1983), Portugees-Amerikaans actrice
- Taylor Schilling (1984), actrice
- Peyton List (1986), actrice
- Matthew Finley (1987), acteur, singer-songwriter

### 1990–1999
- Brittany Curran (1990), actrice
- Alex Shibutani (1991), kunstschaatser
- Aidan Mitchell (1993), acteur
- Caroline Zhang (1993), kunstschaatsster

### Vanaf 2000
- Kik Pierie (2000), Nederlands-Amerikaans voetballer

### jaartal onbekend
- Jack Maxwell (?), acteur